# Грибовка (Брянская область)
Грибовка — деревня в Дубровском районе Брянской области, в составе Сещинского сельского поселения. Расположена в 2 км к северо-западу от посёлка Сеща. Население — 6 человек (2010).
Упоминается с конца XIX века как сельцо; до 1929 в Рославльском уезде Смоленской губернии (Радичская, с 1924 Сещинская волость). С 1929 в Дубровском районе.
| Годы      | 1904 | 1979 | 1989 | 2002 | 2010 |
| --------- | ---- | ---- | ---- | ---- | ---- |
| Население | 16   | 33   | 14   | 9    | 6    |